# USS Cape Esperance (CVE-88)
Авіаносець «Кейп Есперенс» (англ. Cape Esperance (CVE-88)) — ескортний авіаносець США часів Другої світової війни, типу «Касабланка».

## Історія створення
Авіаносець «Кейп Есперенс» закладений 11 грудня 1943 року на верфі Kaiser Shipyards у Ванкувері під ім'ям Tananek Вау, проте в процесі будівництва перейменований на «Кейп Есперенс». Спущений на воду 3 березня 1944 року. Вступив у стрій 9 квітня 1944 року.

## Історія служби
Після вступу в стрій авіаносець з жовтня 1944 року по серпень 1945 року здійснював перевезення літаків для потреб тактичного з'єднання TF58/38. 18 грудня 1944 року корабель отримав штормові пошкодження.
22 серпня 1946 року авіаносець був виведений в резерв.
З початком Корейської війни «Кейп Есперенс» був виведений з резерву та задіяний для перевезення літаків на Далекий Схід.
12 червня 1955 року він був перекласифікований в допоміжний авіаносець CVU-88.
15 січня 1959 року авіаносець був повторно виведений в резерв, 1 березня виключений зі списків флоту і 14 травня зданий на злам.